# Landtag (Österreich-Ungarn)
Landtage bestanden in den Kronländern des Kaisertums Österreich und ab 1867 der österreichischen Reichshälfte Österreich-Ungarns spätestens von 1861 an, seit 1910 auch im von Österreich und Ungarn gemeinsam verwalteten Land Bosnien und Herzegowina. 1918 wurden sie zugunsten neuer Parlamente der Nachfolgestaaten aufgelöst und blieben als Landtage nur in der Republik Österreich erhalten. In Südtirol entstanden ab 1972 auf Grund des Autonomiestatuts der Südtiroler Landtag und der Trentiner Landtag.
Das bis 1867 als Landtag bezeichnete Parlament des Königreichs Ungarn wurde seit dem Ausgleich von 1867 wieder als Reichstag bezeichnet, das Parlament des Königreichs Kroatien und Slawonien, eines Landes der ungarischen Krone, firmierte historisch immer als Sabor. Im Königreich Lombardo-Venetien lautete die Bezeichnung der Vertretungskörperschaft Zentralkongregation.

## Organisation und Kompetenzen
Die Landtage waren bis 1848 traditionelle Ständeversammlungen. Sie wurden nach der Revolution 1848 von Kaiser Franz Joseph I. aufgelöst und erst nach 1860 in neuer Form einberufen: Die elf Landesordnungen der 13 nichtungarischen Kronländer (die drei bis 1861 im Küstenland zusammengefassten Kronländer erhielten eine zusammenfassende Landesordnung) wurden am 26. Februar 1861 vom Kaiser in Form von Anhängen zu einem kaiserlichen Patent erlassen, das unter Juristen und Historikern als Februarpatent geläufig wurde, um es einfach vom Oktoberdiplom 1860 und von der Dezemberverfassung 1867 zu unterscheiden.
Seit 1861 hatten einige Mitglieder ihren Sitz qua Amt (beispielsweise Bischöfe), andere wurden gewählt: Einige Vertreter des „begüterten Adels und des sonstigen großen Grundbesitzes“ durch Wahl innerhalb der Landtafel und der Landstandschaft, die Vertreter der landesfürstlichen Städte in deren Stadtrat, die Vertreter der anderen Gemeinden in bezirksweisen Wahlen, und die Vertreter von Handels- und Gewerbekammer ebenfalls intern – teils in garantierter souveräner Wahl, teils als Vorschlagsliste an den Statthalter (Landeschef).
Es galt dabei aber kein allgemeines und gleiches Wahlrecht, sondern eine Mischung aus Privilegien- und Zensuswahlrecht, jedenfalls nur für Männer. Das Vorbild des Reichsrates, der 1907 das allgemeine, gleiche und direkte Männerwahlrecht eingeführt hatte, wurde in den Landtagen bis 1918 nicht nachgeahmt.
Ein Sonderfall war das weder zur österreichischen noch zur ungarischen Reichshälfte gehörige Land Bosnien und Herzegowina, das vom gemeinsamen (k.u.k.) Finanzministerium verwaltet wurde. Hier wurde erst 1910 ein eigener Landtag gebildet, nachdem das Gebiet, das bereits 1878 besetzt worden war, 1908 formell annektiert wurde.
Die Landtage verfügten über das Recht, Gesetze zum Schulwesen, zur Sozialfürsorge und zu wirtschaftlichen Themen zu erlassen. Die Gesetze bedurften der kaiserlichen Genehmigung („Sanktion“), die über den Landeschef einzuholen war, und der Kundmachung im jeweiligen Landesgesetzblatt, um gültig zu sein.
Jeder Landtag wählte aus seiner Mitte den Landesausschuss als Exekutivkomitee bzw. als autonome Regierung des Kronlandes. Der Landesausschuss stand unter dem Vorsitz des vom Kaiser ernannten Landtagsvorsitzenden (Landeshauptmann; in Niederösterreich, Böhmen und Galizien: Landmarschall). Ihm stand der k.k. Landeschef (Statthalter oder Landespräsident) als Vertreter des Kaisers und der k.k. Regierung in Wien gegenüber.
In Deutschösterreich wurden die Landtage der Monarchie im November 1918 aufgelöst und vorerst durch Provisorische Landesversammlungen ersetzt, bis am 10. November 1920 die Bundesverfassung in Kraft trat; zu den Nachfolgern der historischen Landtage kamen sodann zwei neue dazu: 1920 für das Land Wien, 1921 / 1922 für das neue Burgenland. Zu den Übergangsregelungen siehe hier.

## Liste der Landtage
Landtage bestanden gemäß der später Februarpatent genannten Reichsverfassung 1861
in folgenden Ländern und Gebieten:
Spalte Mitglieder: (in Klammern: die 1861 verordnete Größe)
Spalte g.: gegeben (ref)
| Nr. | Kronland                  | Verhandlungs- sprachen            | Mit- glieder | g.     |
| --- | ------------------------- | --------------------------------- | ------------ | ------ |
| 08  | Österreich unter der Enns | Deutsch                           | 066          | [ 5 ]  |
| 14  | Österreich ob der Enns    | Deutsch                           | 050          | [ 6 ]  |
| 10  | Salzburg                  | Deutsch                           | 026 (20)     | [ 7 ]  |
| 12  | Steiermark                | Deutsch                           | 063 (39)     | [ 9 ]  |
| 03  | Kärnten                   | Deutsch                           | 037 (33)     | [ 11 ] |
| 04  | Krain                     | Deutsch und Slowenisch            | 037          | [ 12 ] |
| 07  | Triest (1)                | Italienisch                       | 054          | [ 13 ] |
| 07  | Istrien (1)               | Italienisch                       | 030          | [ 14 ] |
| 07  | Görz und Gradisca (1)     | Italienisch                       | 022          | [ 15 ] |
| 13  | Tirol                     | Deutsch und Italienisch           | 068 (56)     | [ 16 ] |
| 15  | Vorarlberg (2)            | Deutsch                           | 020          | [ 17 ] |
| 01  | Böhmen                    | Deutsch und Tschechisch           | 241          | [ 18 ] |
| 09  | Mähren                    | Deutsch und Tschechisch           | 100          | [ 19 ] |
| 11  | Schlesien                 | Deutsch                           | 031          | [ 20 ] |
| 06  | Galizien (3)              | Polnisch und Ukrainisch           | 150          | [ 21 ] |
| 02  | Bukowina                  | Deutsch, Ukrainisch und Rumänisch | 030          | [ 22 ] |
| 05  | Dalmatien                 | Kroatisch und Italienisch         | 043          | [ 23 ] |
| 18  | Bosnien und Herzegowina   | Serbisch, Kroatisch und Deutsch   | 092          | [ 24 ] |

Karte der Kronländer Österreich-Ungarns
1 Böhmen
2 Bukowina
3 Kärnten
4 Krain
5 Dalmatien
6 Galizien und Lodomerien
7 Österreichisches Küstenland bis 1861, dann Stadt Triest mit ihrem Gebiet, Istrien sowie Görz und Gradisca
8 Österreich unter der Enns
9 Mähren
10 Salzburg
11 Schlesien
12 Steiermark
13 Tirol
14 Österreich ob der Enns
15 Vorarlberg
16 Ungarn (ab 1867 Reichstag)
17 Kroatien und Slawonien (Sabor)
18 Bosnien und Herzegowina

(1) bis 1861 staatsrechtlich, bis 1918 inoffiziell zusammengefasst als Küstenland; gemeinsamer k.k.  Statthalter in Triest und gemeinsames Gesetzblatt (aber nicht gemeinsame Gesetze): Triester Landtag war der Stadtrat (§ 1 RGBl. Nr. 20/1861, Blg. 2i); Landtag von Görz-Gradiska in Görz, von Istrien in Parenzo (§ 9 ebd.); in den Reichsrat entsandten die drei Kronländer ab 1861 insgesamt sechs Abgeordnete
(2) unterstand der für Tirol und Vorarlberg zuständigen Statthalterei in Innsbruck
(3) Königreich Galizien und Lodomerien mit dem Großherzogtum Krakau